# Gerald Grote
Gerald Grote (San Antonio, Texas; 6 de octubre de 1942-Austin, Texas; 7 de abril de 2024) fue un beisbolista de Estados Unidos que jugó 16 temporadas con cuatro equipos en la MLB en la posición de catcher, ganó la Serie Mundial de 1969 y participó en dos ediciones del Juego de las Estrellas. Grote fue considerado como uno de los mejores catchers defensivos de su era. Desde 1963 hasta 1981 jugó para Houston Colt .45s, New York Mets, Los Angeles Dodgers y Kansas City Royals. Después de jugar para Houston de 1963 a 1964, Grote jugó para los Mets de 1966 hasta 1977, Con los Mets fue seleccionado en dos ocasiones para el juego de Estrellas y fue miembro del equipo conocido como Miracle Mets (los milagrosos Mets) que contra todos los pronósticos vencieron en 5 juegos al Campeón de la Liga Americana, Baltimore Orioles en la Serie Mundial de 1969. Finalizó su carrera deportiva con los Dodgers en 1977 y en 1978 y con los Royals y Dodgers en 1981. Apodado Jerry.

## Carrera
Luego de una temporada con los Trinity Tigers, Grote firma como agente libre con el Houston Colt .45s en 1962, y fue asignado al club de ligas menores San Antonio Bullets. A los 20 años hace su debut con los Colt .45s el 21 de septiembre de 1963 como reemplazo defensivo por John Bateman, y conectó un fly de sacrificio para que anotara Bob Aspromonte en su único turno al bat en la derrota por 3-4 ante los Philadelphia Phillies. En su primera temporada jugó tres partidos, uno de ellos como titular el 27 de septiembre en la derrota por 3-10 ante New York Mets.
En 1964 Grote turnó la posición de titular con Bateman como catcher; sin embargo, los Colts también experimentaron con jugadores en la misma posición como Dave Adlesh y John Hoffman, y ambos tenían mejores números a la ofensiva que Grote o Bateman  (.181 y .190, respectivamente). Grote fue el catcher de los Colts el 23 de abril de 1964 cuando Ken Johnson se convirtió en el primer pitcher en la historia en perder un juego completo y son conceder hit en nueve entradas al perder 0-1 ante Cincinnati Reds en extra innings.
En 1965, ahora con los renombrados Houston Astros, seguía siendo parte de la rotación de catchers, ahora con el All-Star Gus Triandos y el prospecto Ron Brand recién añadido al roster. Grote pasaría la temporada entera en Triple-A con los Oklahoma City 89ers, donde tuvo un promedio de .265 con 11 cuadrangulares. Al finalizar la temporada sería cambiado a los New York Mets por el pitcher Tom Parsons.
Grote sería el catcher titular de los Mets en 1966. Su promedio de bateo apenas fue de .237 con tres cuadrangulares en su primera temporada, ayudando principalmente a los lanzadores jóvenes de los Mets con su habilidad defensiva para evitar que los Mets perdieran 100 partidos y no terminaran en último lugar de su división por primera vez en la historia de la franquicia. Grote comenzó a tener reputación con sus compañeros y oponentes, desarrolló la señal de enviar la bola rodada al montículo cuando el pitcher conseguía un ponche.
En 1968 Grote subió su promedio de bateo a .300 a mitad de la temporada y fue reconocido como uno de los mejores catchers En la Liga Nacional cuando fue elegido como titular en el Juego de las Estrellas de 1968. Se convirtió en el segundo jugador de los Mets en la historia de la franquicia solo después de Ron Hunt en ser titular en el Juego de las Estrellas. Grote no conectó de hit en dos turnos al bat. Terminó la temporada con un promedio de .282 con tres cuadrangulares y 31 carreras impulsadas.
En 1969 los Chicago Cubs lideraban por nueve juegos la división el 15 de agosto de 1969. Pero comenzaron a fallar cuando los Mets jugaban mejor. cuando se enfrentaron en una serie de dos partidos en septiembre, los Mets ganaron ambos y se pusieron a medio juego detrás de los Cubs. Ante Tom Seaver en el segundo partido, Grote impulsaría la séptima carrera del partido. Al día siguiente los Mets vencerían en una doble tanda a los Montreal Expos con Grote jugando los 21 innings. Combinado con una derrota de los Cubs, los Mets subieron al primer lugar de la división por primera vez en su historia. Los Mets mantuvieron el liderato hasta el final de la temporada con un récord de 37–11 en los últimos 48 partidos de la temporada mientras que los Cubs tuvieron marca de 9–17 en los últimos 26 partidos para asegurar el título de la National League East el 24 de septiembre.
Grote terminó la temporada con promedio de .252, su mayor cantidad en su carrera en cuadrangulares con 6 y 40 carreras impulsadas, pero sus habilidades defensivas eran lo que lo hacía importante para los Mets. Grote tuvo un promedio defensivo de .991 y rendimiento de 56.3% de sacar corredores robando base lo pusieron en segundo lugar entre los catchers de la Liga Nacional. También por guiar a la rotación joven de lanzadores de los Mets para liderar la liga en victorias y blanqueadas y segundos en carreras permitidas.
Los Mets enfrentaron a los Atlanta Braves en la serie de campeonato, y eran los desaventajados para llegar a la Serie Mundial de 1969 ante Baltimore Orioles. luego de perder el primer partido por 1-4 ante el ganador del premio Cy Young Tom Seaver, los Mets ganarían los siguientes cuatro partidos para llegar a su primera Serie Mundial. Como catcher titular Grote cooperó a la ofensiva con hit en el juego 2; y Al Weis conectaría el hit ganador. Con Grote los lanzadores de los Mets solo permitieron a los Orioles un promedio de bateo de .146 durante la serie.
Grote fue el líder entre los catchers de la Liga Nacional en defensiva en 1970 y 1971. En 1972 Grote solo jugó 64 partidos por lesiones y a finales de septiembre fue operado para extraer astillas de hhueso de su hombro derecho.
En mayo de 1973 Grote se rompió un hueso de su brazo derecho luego de recibir un pelotazo y fue mandado a la lista de lesionados por dos meses. cuando regresó a mediados de julio, los Mets iniciaron una racha ganadora, subiendo del último lugar de su división el 30 de agosto a ganar la división este. Vencerían en la serie de campeonato a los muy favoritos Cincinnati Reds. En la Serie Mundial de 1973 los Mets enfrentaron a los Oakland Athletics en una serie que llegó a siete juegos, donde serían derrotados. Al igual que en 1969, Grote fue el titular en todos los partidos de los Mets en 1973. Aseguró que el milagro de los Mets no fue en 1969 sino en 1973.
En 1974 Grote bateó para .287 con cuatro cuadrangulares y 27 carreras impulsadas para lograr su segunda selección al Juego de las Estrellas. A causa de las lesiones su puesto de titular fue alternado con Duffy Dyer. Grote en 1975 tuvo su mejor promedio de bateo en su carrera con .295 en 119 partidos y lideró la Liga Nacional entre los catchers con un promedio defensivo de .995. En el Veterans Stadium el 4 de julio de 1975 Grote entró como bateador emergente ante su excompañero de equipo Tug McGraw, que había sido cambiado a los Philadelphia Phillies a mitad de temporada. Con los Mets perdiendo 2-3, Grote conectó un cradrangular de dos carreras para la victoria por 4-3.
En agosto de 1977 los Mets cambiaron a Grote a Los Angeles Dodgers por dos jugadores. Poco tiempo después de estar con los Dodgers, Grote fue ponchado por única vez en su carrera por Tom Seaver, en ese momento con los Cincinnati Reds en la derrota por 2-3. En sus dos temporadas con los Dodgers fue el catcher suplente de Steve Yeager y jugó dos Series Mundiales ante New York Yankees. Se retiraría en 1978.
En 1981 los Kansas City Royals, que tenían problemas con los catchers, sacaron a Grote de su retiro. En 3 de junio de 1981 con 38 años, Grote bateó de 3-for-4 con un grand slam, un doble, y una base robada, contribuyendo con siete carreras. Tuvo un promedio de bateo de .304 en 22 partidos con los Royals antes de ser colocado en la lista de waivers en septiembre. Sería contratado por los Dodgers para jugar en un partido al final de la temporada. Grote se retiró nuevamente en 1981 y a nivel de béisbol invernal jugó para los Tiburones de La Guaira en Venezuela.

## Estadísticas
En sus 16 temporadas como profesional, Grote jugó 1,421 partidos, conectó 1,092 hits en 4,339 turnos al bat para un promedio de .252 con 39 cuadrangulares y 404 carreras impulsadas. Su promedio defensivo fue de .991, y al retirarse era el octavo lugar en la lista de todos los tiempos en la posición de catcher. El 22 de abril de 1970 Grote puso el récord con 20 putout en un partido donde Tom Seaver tuvo 19 ponches ante San Diego Padres. Es el líder de todos los tiempos en los Mets en partidos como catcher (1,176). Grote estuvo en 116 blanqueadas en su carrera, ubicado en la posición 15 de todos los tiempos entre los catchers.
Grote estuvo con los mejores pitchers de su era como Tom Seaver, Jerry Koosman, Tug McGraw, Nolan Ryan, Tommy John, Don Sutton y Dan Quisenberry. Tenía fuerza y precisión para eliminar corredores que intentaban robar base. El Salón de la Fama Lou Brock dijo que Grote era uno de los catchers a los que era muy difícil robarle una base, y el catcher Salón de la Fama Johnny Bench y eterno ganador de Guante de Oro estuvo en la misma liga que Grote, y dijo que podía haber ganado guantes de oro si hubiese jugado de tercera base.

## Tras el retiro
Luego de retirarse como jugador, Grote ingresó al negocio de la carne, pero fracasó. En septiembre de 1983, fue llamado por un gran jurado a declarar por esconder un crédito en un castillo que no estaba a su nombre. Los cargos fueron retirados en mayo de 1984.
Grote en 1985 pasó a ser manager de los Lakeland Tigers y los Birmingham Barons. En 1989 jugó para los St. Lucie Legends en la Senior Professional Baseball Association. Fue inducido como miembro del Texas Baseball Hall of Fame en 1991 y del New York Mets Hall of Fame en 1992. En 1998 sería exhaltado al San Antonio Sports Hall of Fame. El 8 de octubre de 2011 Grote sería parte del Trinity University Athletic Hall of Fame.
Grote apareció como invitado sorpresa en el programa de juegos de televisión What's My Line?. Grote y algunos de sus compañeros de equipo de los Mets de 1969 aparecieron en un episodio de la serie Everybody Loves Raymond en 1999.
En 2010 y 2011 Grote fue comentarista deportivo junto a Mike Capps en el programa de radio Round Rock Express.

## Vida personal
Grote primero se casó con Sharon, de la que se divorció en 1980. Se casó con su segunda esposa Toni en mayo de 1982 y se divorció en julio de 1983. Grote se casaría por tercera vez, con Cheryl el 16 de noviembre de 1997 en San Antonio, Texas, y se mudaron a Belton, Texas en enero de 2008. tuvieron tres hijos, Sandy, Jeff y Jennifer.
El 7 de abril de 2024 Grote murió de una falla respiratoria en el Texas Cardiac Arrhythmia Institute en Austin, Texas a los 81 años.